# Iso-Tikkala
Iso-Tikkala är en sjö i kommunen Pieksämäki i landskapet Södra Savolax i Finland. Arean är 44 hektar och strandlinjen är 6,37 kilometer lång. Sjön  ingår i Vuoksens huvudavrinningsområde.   Den ligger omkring 53 kilometer norr om S:t Michel och omkring 260 kilometer nordöst om Helsingfors. 